# الداربک سایونوف
الداربک سایونوف (انگلیسی: Eldorbek Suyunov؛ زادهٔ ۱۲ آوریل ۱۹۹۱) یک دروازه‌بان، و بازیکن فوتبال اهل ازبکستان است.
وی همچنین در تیم ملی فوتبال ازبکستان بازی کرده‌است.